# Liste der Nummer-eins-Hits in den britischen Charts (2003)
Dies ist eine Liste der Nummer-eins-Hits in den britischen Charts im Jahr 2003. Sie basiert auf den Official Singles Chart Top 100 und den Albums Chart Top 100, die von der Official Charts Company ermittelt werden. Es gab in diesem Jahr jeweils 23 Nummer-eins-Singles und 25 Nummer-eins-Alben.

## Singles
| ← 2002 ← | Liste der Nummer-eins-Hits in den britischen Charts | Liste der Nummer-eins-Hits in den britischen Charts | Liste der Nummer-eins-Hits in den britischen Charts | 2004 →                    |
| \| Zeitraum \| Wo. ges. \| Interpret \| Titel Autor(en) \| Zusätzliche Informationen \| \| (Zeitraum, Wochen auf Platz eins, Interpret, Titel, Autor[en], zusätzliche Informationen) \| \| \| \| \| \| ----------------------------------------------------------------------------------------- \| -------- \| -------------------------------- \| ------------------------------------------------------------------------------------------------------------------------------------------------------------------------------------------------------------------------------------------------------------------------------------------------------------------ \| ------------------------- \| \| 22. Dezember 2002 – 18. Januar 2003 4 Wochen \| 4 \| Girls Aloud \| Sound of the Underground Miranda Eleanor de Fonbrune Cooper, Brian Thomas Higgins, Niara Arain Scarlett \| – \| \| 19. Januar 2003 – 1. Februar 2003 2 Wochen \| 2 \| David Sneddon \| Stop Living the Lie David Sneddon \| – \| \| 2. Februar 2003 – 1. März 2003 4 Wochen \| 4 \| t.A.T.u. \| All the Things She Said Sergey Galoyan, Ivan Nikolaevich Shapovalov, Trevor Charles Horn, Martin Kierszenbaum, Elena Vladimirovna Kiper, Valerij Valentinovich Polienko \| – \| \| 2. März 2003 – 15. März 2003 2 Wochen \| 2 \| Christina Aguilera \| Beautiful Maria Gloria Catalano, Todd Jerome Chapman, Shelly M. Peiken \| – \| \| 16. März 2003 – 29. März 2003 2 Wochen \| 2 \| Gareth Gates & the Kumars \| Spirit in the Sky Norman Greenbaum \| – \| \| 30. März 2003 – 26. April 2003 4 Wochen \| 4 \| Room 5 feat. Oliver Cheatham \| Make Luv Oliver Cheatham, Kevin Duane McCord \| – \| \| 27. April 2003 – 3. Mai 2003 1 Woche \| 1 \| Busted \| You Said No John Ignatius McLaughlin, Stephen Paul Robson, James Elliot Bourne, Charles Robert Simpson, Matthew James Sargeant, Richard Mark Rashman \| – \| \| 4. Mai 2003 – 10. Mai 2003 1 Woche \| 1 \| DJ Tomcraft \| Loneliness Edmund Louis Clement, Andrea Monica Martin, Ivan A. Matias, Robert Garg \| – \| \| 11. Mai 2003 – 7. Juni 2003 4 Wochen \| 4 \| R. Kelly \| Ignition Remix Robert S. Kelly, Christian Ward, Uforo Imeh Ebong, Jeremy P. Felton, Jeffrey Gitelman, Gabrielle Neshuneh Nowee, Andrew Langston Neely, Kimberly Michelle Pate, Tauren O’Lander Strickland \| – \| \| 8. Juni 2003 – 5. Juli 2003 4 Wochen \| 4 \| Evanescence feat. Paul McCoy \| Bring Me to Life Amy Lynn Lee, David Hodges, Ben Moody \| – \| \| 6. Juli 2003 – 26. Juli 2003 3 Wochen \| 3 \| Beyoncé feat. Jay-Z \| Crazy in Love Beyoncé Gisselle Knowles, Richard Christopher Harrison, Shawn C. Carter, Eugene Booker Record \| – \| \| 27. Juli 2003 – 2. August 2003 1 Woche \| 1 \| Daniel Bedingfield \| Never Gonna Leave Your Side Daniel John Bedingfield \| – \| \| 3. August 2003 – 30. August 2003 4 Wochen \| 4 \| Blu Cantrell feat. Sean Paul \| Breathe Andrea Monica Martin, Charles Aznavour, Ivan Matias, Melvin Charles Bradford, Alvin Joiner, Marshall B. Mathers, Stephon Harris Cunningham, Richard W. Bembery, Sean Henriques, Richard S. Vick III \| – \| \| 31. August 2003 – 6. September 2003 1 Woche \| 1 \| Elton John \| Are You Ready for Love (Remix) Leroy M. Bell, Thomas Randolph Bell, Casey James \| – \| \| 7. September 2003 – 18. Oktober 2003 6 Wochen \| 6 \| The Black Eyed Peas \| Where Is the Love? Will Adams, Allan Apll Pineda, Priese Prince Lamont Board, Mike Fratantuno, Justin R. Timberlake, Jaime Luis Gomez, George Pajon \| – \| \| 19. Oktober 2003 – 25. Oktober 2003 1 Woche \| 1 \| Sugababes \| Hole in the Head Nick Coler, Miranda Eleanor de Fonbrune Cooper, Brian Thomas Higgins, Timothy Martin Powell, Niara Arain Scarlett, Keisha Kerreece Fayeanne Buchanan, Mutya Buena, Heidi Range \| – \| \| 26. Oktober 2003 – 8. November 2003 2 Wochen \| 2 \| Fatman Scoop & Crooklyn Clan \| Be Faithful Schon Jomel Crawford, Bernard Edwards, Clarence Emery, Nile Gregory Rodgers, Faith Renée Evans, Sean Puffy Combs, Ronald Anthony Lawrence, Ben Cauley, James Edward Alexander, Allen Alvoid Jones Jr., William K. McLean, Andres Titus, Isaac Freeman III, Joseph W. Rizzo, Edmund Bini, John R. Smith \| – \| \| 9. November 2003 – 15. November 2003 1 Woche \| 1 \| Kylie Minogue \| Slow Kylie Ann Minogue, Daniel de Mussenden Carey, Emilíana Torrini \| – \| \| 16. November 2003 – 22. November 2003 1 Woche \| 1 \| Busted \| Crashed the Wedding James Elliot Bourne, Thomas Michael Fletcher \| – \| \| 23. November 2003 – 29. November 2003 1 Woche \| 1 \| Westlife \| Mandy Scott David English, Richard Buchanan Kerr \| – \| \| 30. November 2003 – 13. Dezember 2003 2 Wochen \| 2 \| Will Young \| Leave Right Now Francis Eg White \| – \| \| 14. Dezember 2003 – 20. Dezember 2003 1 Woche \| 1 \| Ozzy & Kelly Osbourne \| Changes Terrence Butler, Anthony Iommi, John Michael Osbourne, William Thomas Ward \| – \| \| 21. Dezember 2003 – 10. Januar 2004 3 Wochen \| 3 \| Michael Andrews feat. Gary Jules \| Mad World Roland Orzabal \| – \| |                                                     |                                                     | |                           |
| ← 2002 |                                                     |                                                     | | → 2004 →                  |
| Zeitraum | Wo. ges.                                            | Interpret                                           | Titel Autor(en) | Zusätzliche Informationen |
| (Zeitraum, Wochen auf Platz eins, Interpret, Titel, Autor[en], zusätzliche Informationen) |                                                     |                                                     | |                           |
| 22. Dezember 2002 – 18. Januar 2003 4 Wochen | 4                                                   | Girls Aloud                                         | Sound of the Underground Miranda Eleanor de Fonbrune Cooper, Brian Thomas Higgins, Niara Arain Scarlett | –                         |
| 19. Januar 2003 – 1. Februar 2003 2 Wochen | 2                                                   | David Sneddon                                       | Stop Living the Lie David Sneddon | –                         |
| 2. Februar 2003 – 1. März 2003 4 Wochen | 4                                                   | t.A.T.u.                                            | All the Things She Said Sergey Galoyan, Ivan Nikolaevich Shapovalov, Trevor Charles Horn, Martin Kierszenbaum, Elena Vladimirovna Kiper, Valerij Valentinovich Polienko | –                         |
| 2. März 2003 – 15. März 2003 2 Wochen | 2                                                   | Christina Aguilera                                  | Beautiful Maria Gloria Catalano, Todd Jerome Chapman, Shelly M. Peiken | –                         |
| 16. März 2003 – 29. März 2003 2 Wochen | 2                                                   | Gareth Gates & the Kumars                           | Spirit in the Sky Norman Greenbaum | –                         |
| 30. März 2003 – 26. April 2003 4 Wochen | 4                                                   | Room 5 feat. Oliver Cheatham                        | Make Luv Oliver Cheatham, Kevin Duane McCord | –                         |
| 27. April 2003 – 3. Mai 2003 1 Woche | 1                                                   | Busted                                              | You Said No John Ignatius McLaughlin, Stephen Paul Robson, James Elliot Bourne, Charles Robert Simpson, Matthew James Sargeant, Richard Mark Rashman | –                         |
| 4. Mai 2003 – 10. Mai 2003 1 Woche | 1                                                   | DJ Tomcraft                                         | Loneliness Edmund Louis Clement, Andrea Monica Martin, Ivan A. Matias, Robert Garg | –                         |
| 11. Mai 2003 – 7. Juni 2003 4 Wochen | 4                                                   | R. Kelly                                            | Ignition Remix Robert S. Kelly, Christian Ward, Uforo Imeh Ebong, Jeremy P. Felton, Jeffrey Gitelman, Gabrielle Neshuneh Nowee, Andrew Langston Neely, Kimberly Michelle Pate, Tauren O’Lander Strickland | –                         |
| 8. Juni 2003 – 5. Juli 2003 4 Wochen | 4                                                   | Evanescence feat. Paul McCoy                        | Bring Me to Life Amy Lynn Lee, David Hodges, Ben Moody | –                         |
| 6. Juli 2003 – 26. Juli 2003 3 Wochen | 3                                                   | Beyoncé feat. Jay-Z                                 | Crazy in Love Beyoncé Gisselle Knowles, Richard Christopher Harrison, Shawn C. Carter, Eugene Booker Record | –                         |
| 27. Juli 2003 – 2. August 2003 1 Woche | 1                                                   | Daniel Bedingfield                                  | Never Gonna Leave Your Side Daniel John Bedingfield | –                         |
| 3. August 2003 – 30. August 2003 4 Wochen | 4                                                   | Blu Cantrell feat. Sean Paul                        | Breathe Andrea Monica Martin, Charles Aznavour, Ivan Matias, Melvin Charles Bradford, Alvin Joiner, Marshall B. Mathers, Stephon Harris Cunningham, Richard W. Bembery, Sean Henriques, Richard S. Vick III | –                         |
| 31. August 2003 – 6. September 2003 1 Woche | 1                                                   | Elton John                                          | Are You Ready for Love (Remix) Leroy M. Bell, Thomas Randolph Bell, Casey James | –                         |
| 7. September 2003 – 18. Oktober 2003 6 Wochen | 6                                                   | The Black Eyed Peas                                 | Where Is the Love? Will Adams, Allan Apll Pineda, Priese Prince Lamont Board, Mike Fratantuno, Justin R. Timberlake, Jaime Luis Gomez, George Pajon | –                         |
| 19. Oktober 2003 – 25. Oktober 2003 1 Woche | 1                                                   | Sugababes                                           | Hole in the Head Nick Coler, Miranda Eleanor de Fonbrune Cooper, Brian Thomas Higgins, Timothy Martin Powell, Niara Arain Scarlett, Keisha Kerreece Fayeanne Buchanan, Mutya Buena, Heidi Range | –                         |
| 26. Oktober 2003 – 8. November 2003 2 Wochen | 2                                                   | Fatman Scoop & Crooklyn Clan                        | Be Faithful Schon Jomel Crawford, Bernard Edwards, Clarence Emery, Nile Gregory Rodgers, Faith Renée Evans, Sean Puffy Combs, Ronald Anthony Lawrence, Ben Cauley, James Edward Alexander, Allen Alvoid Jones Jr., William K. McLean, Andres Titus, Isaac Freeman III, Joseph W. Rizzo, Edmund Bini, John R. Smith | –                         |
| 9. November 2003 – 15. November 2003 1 Woche | 1                                                   | Kylie Minogue                                       | Slow Kylie Ann Minogue, Daniel de Mussenden Carey, Emilíana Torrini | –                         |
| 16. November 2003 – 22. November 2003 1 Woche | 1                                                   | Busted                                              | Crashed the Wedding James Elliot Bourne, Thomas Michael Fletcher | –                         |
| 23. November 2003 – 29. November 2003 1 Woche | 1                                                   | Westlife                                            | Mandy Scott David English, Richard Buchanan Kerr | –                         |
| 30. November 2003 – 13. Dezember 2003 2 Wochen | 2                                                   | Will Young                                          | Leave Right Now Francis Eg White | –                         |
| 14. Dezember 2003 – 20. Dezember 2003 1 Woche | 1                                                   | Ozzy & Kelly Osbourne                               | Changes Terrence Butler, Anthony Iommi, John Michael Osbourne, William Thomas Ward | –                         |
| 21. Dezember 2003 – 10. Januar 2004 3 Wochen | 3                                                   | Michael Andrews feat. Gary Jules                    | Mad World Roland Orzabal | –                         |

## Alben
| ← 2002 ← | Liste der Nummer-eins-Hits in den britischen Charts | Liste der Nummer-eins-Hits in den britischen Charts | Liste der Nummer-eins-Hits in den britischen Charts | 2004 →                    |
| \| Zeitraum \| Wo. ges. \| Interpret \| Titel \| Zusätzliche Informationen \| \| (Zeitraum, Wochen auf Platz eins, Interpret, Titel, zusätzliche Informationen) \| \| \| \| \| \| ------------------------------------------------------------------------------ \| -------- \| ----------------- \| ---------------------------------------- \| ------------------------- \| \| 24. Dezember 2002 – 4. Januar 2003 1 Woche (insgesamt 7) \| 7 \| Robbie Williams \| Escapology \| – \| \| 5. Januar 2003 – 25. Januar 2003 3 Wochen \| 3 \| Avril Lavigne \| Let Go \| – \| \| 26. Januar 2003 – 8. Februar 2003 2 Wochen (insgesamt 7) \| 7 \| Justin Timberlake \| Justified \| – \| \| 9. Februar 2003 – 15. Februar 2003 1 Woche \| 1 \| Kelly Rowland \| Simply Deep \| – \| \| 16. Februar 2003 – 22. Februar 2003 1 Woche \| 1 \| Massive Attack \| 100th Window \| – \| \| 23. Februar 2003 – 1. März 2003 1 Woche (insgesamt 7) \| 7 \| Justin Timberlake \| Justified \| – \| \| 2. März 2003 – 29. März 2003 4 Wochen \| 4 \| Norah Jones \| Come Away with Me \| – \| \| 30. März 2003 – 5. April 2003 1 Woche \| 1 \| Linkin Park \| Meteora \| – \| \| 6. April 2003 – 19. April 2003 2 Wochen \| 2 \| The White Stripes \| Elephant \| – \| \| 20. April 2003 – 26. April 2003 1 Woche \| 1 \| Coldplay \| A Rush of Blood to the Head \| – \| \| 27. April 2003 – 3. Mai 2003 1 Woche \| 1 \| Madonna \| American Life \| – \| \| 4. Mai 2003 – 10. Mai 2003 1 Woche (insgesamt 7) \| 7 \| Justin Timberlake \| Justified \| – \| \| 11. Mai 2003 – 17. Mai 2003 1 Woche \| 1 \| Blur \| Think Tank \| – \| \| 18. Mai 2003 – 7. Juni 2003 3 Wochen (insgesamt 7) \| 7 \| Justin Timberlake \| Justified \| – \| \| 8. Juni 2003 – 14. Juni 2003 1 Woche \| 1 \| Stereophonics \| You Gotta Go There to Come Back \| – \| \| 15. Juni 2003 – 21. Juni 2003 1 Woche \| 1 \| Radiohead \| Hail to the Thief \| – \| \| 22. Juni 2003 – 28. Juni 2003 1 Woche \| 1 \| Evanescence \| Fallen \| – \| \| 29. Juni 2003 – 2. August 2003 5 Wochen \| 5 \| Beyoncé \| Dangerously in Love \| – \| \| 3. August 2003 – 9. August 2003 1 Woche \| 1 \| The Coral \| Magic and Medicine \| – \| \| 10. August 2003 – 16. August 2003 1 Woche (insgesamt 7) \| 7 \| Robbie Williams \| Escapology \| – \| \| 17. August 2003 – 30. August 2003 2 Wochen \| 2 \| Eva Cassidy \| American Tune \| – \| \| 31. August 2003 – 27. September 2003 4 Wochen \| 4 \| The Darkness \| Permission to Land \| – \| \| 28. September 2003 – 4. Oktober 2003 1 Woche \| 1 \| Muse \| Absolution \| – \| \| 5. Oktober 2003 – 1. November 2003 4 Wochen (insgesamt 10) \| 10 \| Dido \| Life for Rent \| – \| \| 2. November 2003 – 8. November 2003 1 Woche \| 1 \| R.E.M. \| In Time – The Best of R.E.M. – 1988-2003 \| – \| \| 9. November 2003 – 15. November 2003 1 Woche \| 1 \| Blue \| Guilty \| – \| \| 16. November 2003 – 22. November 2003 1 Woche (insgesamt 10) \| 10 \| Dido \| Life for Rent \| – \| \| 23. November 2003 – 29. November 2003 1 Woche (insgesamt 2) \| 2 \| Michael Jackson \| Number Ones \| – \| \| 30. November 2003 – 6. Dezember 2003 1 Woche \| 1 \| Westlife \| Turnaround \| – \| \| 7. Dezember 2003 – 13. Dezember 2003 1 Woche (insgesamt 2) \| 2 \| Will Young \| Friday’s Child \| – \| \| 14. Dezember 2003 – 3. Januar 2004 3 Wochen (insgesamt 10) \| 10 \| Dido \| Life for Rent \| – \| |                                                     |                                                     |                                                     |                           |
| ← 2002 |                                                     |                                                     |                                                     | → 2004 →                  |
| Zeitraum | Wo. ges.                                            | Interpret                                           | Titel                                               | Zusätzliche Informationen |
| (Zeitraum, Wochen auf Platz eins, Interpret, Titel, zusätzliche Informationen) |                                                     |                                                     |                                                     |                           |
| 24. Dezember 2002 – 4. Januar 2003 1 Woche (insgesamt 7) | 7                                                   | Robbie Williams                                     | Escapology                                          | –                         |
| 5. Januar 2003 – 25. Januar 2003 3 Wochen | 3                                                   | Avril Lavigne                                       | Let Go                                              | –                         |
| 26. Januar 2003 – 8. Februar 2003 2 Wochen (insgesamt 7) | 7                                                   | Justin Timberlake                                   | Justified                                           | –                         |
| 9. Februar 2003 – 15. Februar 2003 1 Woche | 1                                                   | Kelly Rowland                                       | Simply Deep                                         | –                         |
| 16. Februar 2003 – 22. Februar 2003 1 Woche | 1                                                   | Massive Attack                                      | 100th Window                                        | –                         |
| 23. Februar 2003 – 1. März 2003 1 Woche (insgesamt 7) | 7                                                   | Justin Timberlake                                   | Justified                                           | –                         |
| 2. März 2003 – 29. März 2003 4 Wochen | 4                                                   | Norah Jones                                         | Come Away with Me                                   | –                         |
| 30. März 2003 – 5. April 2003 1 Woche | 1                                                   | Linkin Park                                         | Meteora                                             | –                         |
| 6. April 2003 – 19. April 2003 2 Wochen | 2                                                   | The White Stripes                                   | Elephant                                            | –                         |
| 20. April 2003 – 26. April 2003 1 Woche | 1                                                   | Coldplay                                            | A Rush of Blood to the Head                         | –                         |
| 27. April 2003 – 3. Mai 2003 1 Woche | 1                                                   | Madonna                                             | American Life                                       | –                         |
| 4. Mai 2003 – 10. Mai 2003 1 Woche (insgesamt 7) | 7                                                   | Justin Timberlake                                   | Justified                                           | –                         |
| 11. Mai 2003 – 17. Mai 2003 1 Woche | 1                                                   | Blur                                                | Think Tank                                          | –                         |
| 18. Mai 2003 – 7. Juni 2003 3 Wochen (insgesamt 7) | 7                                                   | Justin Timberlake                                   | Justified                                           | –                         |
| 8. Juni 2003 – 14. Juni 2003 1 Woche | 1                                                   | Stereophonics                                       | You Gotta Go There to Come Back                     | –                         |
| 15. Juni 2003 – 21. Juni 2003 1 Woche | 1                                                   | Radiohead                                           | Hail to the Thief                                   | –                         |
| 22. Juni 2003 – 28. Juni 2003 1 Woche | 1                                                   | Evanescence                                         | Fallen                                              | –                         |
| 29. Juni 2003 – 2. August 2003 5 Wochen | 5                                                   | Beyoncé                                             | Dangerously in Love                                 | –                         |
| 3. August 2003 – 9. August 2003 1 Woche | 1                                                   | The Coral                                           | Magic and Medicine                                  | –                         |
| 10. August 2003 – 16. August 2003 1 Woche (insgesamt 7) | 7                                                   | Robbie Williams                                     | Escapology                                          | –                         |
| 17. August 2003 – 30. August 2003 2 Wochen | 2                                                   | Eva Cassidy                                         | American Tune                                       | –                         |
| 31. August 2003 – 27. September 2003 4 Wochen | 4                                                   | The Darkness                                        | Permission to Land                                  | –                         |
| 28. September 2003 – 4. Oktober 2003 1 Woche | 1                                                   | Muse                                                | Absolution                                          | –                         |
| 5. Oktober 2003 – 1. November 2003 4 Wochen (insgesamt 10) | 10                                                  | Dido                                                | Life for Rent                                       | –                         |
| 2. November 2003 – 8. November 2003 1 Woche | 1                                                   | R.E.M.                                              | In Time – The Best of R.E.M. – 1988-2003            | –                         |
| 9. November 2003 – 15. November 2003 1 Woche | 1                                                   | Blue                                                | Guilty                                              | –                         |
| 16. November 2003 – 22. November 2003 1 Woche (insgesamt 10) | 10                                                  | Dido                                                | Life for Rent                                       | –                         |
| 23. November 2003 – 29. November 2003 1 Woche (insgesamt 2) | 2                                                   | Michael Jackson                                     | Number Ones                                         | –                         |
| 30. November 2003 – 6. Dezember 2003 1 Woche | 1                                                   | Westlife                                            | Turnaround                                          | –                         |
| 7. Dezember 2003 – 13. Dezember 2003 1 Woche (insgesamt 2) | 2                                                   | Will Young                                          | Friday’s Child                                      | –                         |
| 14. Dezember 2003 – 3. Januar 2004 3 Wochen (insgesamt 10) | 10                                                  | Dido                                                | Life for Rent                                       | –                         |

Die Angaben basieren auf den offiziellen Verkaufshitparaden der Official UK Charts Company für das Vereinigte Königreich. Die Datumsangaben beziehen sich auf das Gültigkeitsdatum der Charts, also jeweils die auf die Verkaufswoche folgende Woche.

## Jahreshitparaden
| ← 2002 ← | Liste der Nummer-eins-Hits in den britischen Charts | Liste der Nummer-eins-Hits in den britischen Charts | Liste der Nummer-eins-Hits in den britischen Charts | 2004 →   |
| \| Singles \| Position# \| Alben \| \| ---------------------------------------------------------------------------------------------------------------------------------------------------------------------------------------------------------------------------------------- \| --------- \| ----------------------------------------------- \| \| Where Is the Love? The Black Eyed Peas Will Adams, Allan Apll Pineda, Priese Prince Lamont Board, Mike Fratantuno, Justin R. Timberlake, Jaime Luis Gomez, George Pajon \| 1 \| Life for Rent Dido \| \| Spirit in the Sky Gareth Gates & the Kumars Norman Greenbaum \| 2 \| Justified Justin Timberlake \| \| Ignition Remix R. Kelly Robert S. Kelly, Christian Ward, Uforo Imeh Ebong, Jeremy P. Felton, Jeffrey Gitelman, Gabrielle Neshuneh Nowee, Andrew Langston Neely, Kimberly Michelle Pate, Tauren O’Lander Strickland \| 3 \| Stripped Christina Aguilera \| \| Mad World Michael Andrews feat. Gary Jules Roland Orzabal \| 4 \| Gotta Get Thru This Daniel Bedingfield \| \| Leave Right Now Will Young Francis Eg White \| 5 \| Come Away with Me Norah Jones \| \| All the Things She Said t.A.T.u. Sergey Galoyan, Ivan Nikolaevich Shapovalov, Trevor Charles Horn, Martin Kierszenbaum, Elena Vladimirovna Kiper, Valerij Valentinovich Polienko \| 6 \| Permission to Land The Darkness \| \| Changes Ozzy & Kelly Osbourne Terrence Butler, Anthony Iommi, John Michael Osbourne, William Thomas Ward \| 7 \| A Rush of Blood to the Head Coldplay \| \| Breathe Blu Cantrell feat. Sean Paul Andrea Monica Martin, Charles Aznavour, Ivan Matias, Melvin Charles Bradford, Alvin Joiner, Marshall B. Mathers, Stephon Harris Cunningham, Richard W. Bembery, Sean Henriques, Richard S. Vick III \| 8 \| Number Ones Michael Jackson \| \| Make Luv Room 5 feat. Oliver Cheatham Oliver Cheatham, Kevin Duane McCord \| 9 \| Busted \| \| Christmas Time (Don’t Let the Bells End) The Darkness Justin David Hawkins, Daniel Hawkins, Francis Gilles Poullain Patterson, Edwin James Graham \| 10 \| In Time – The Best of R.E.M. – 1988-2003 R.E.M. \| |                                                     |                                                     |                                                     |          |
| ← 2002 |                                                     |                                                     |                                                     | → 2004 → |
| Singles | Position#                                           | Alben                                               |                                                     |          |
| Where Is the Love? The Black Eyed Peas Will Adams, Allan Apll Pineda, Priese Prince Lamont Board, Mike Fratantuno, Justin R. Timberlake, Jaime Luis Gomez, George Pajon | 1                                                   | Life for Rent Dido                                  |                                                     |          |
| Spirit in the Sky Gareth Gates & the Kumars Norman Greenbaum | 2                                                   | Justified Justin Timberlake                         |                                                     |          |
| Ignition Remix R. Kelly Robert S. Kelly, Christian Ward, Uforo Imeh Ebong, Jeremy P. Felton, Jeffrey Gitelman, Gabrielle Neshuneh Nowee, Andrew Langston Neely, Kimberly Michelle Pate, Tauren O’Lander Strickland | 3                                                   | Stripped Christina Aguilera                         |                                                     |          |
| Mad World Michael Andrews feat. Gary Jules Roland Orzabal | 4                                                   | Gotta Get Thru This Daniel Bedingfield              |                                                     |          |
| Leave Right Now Will Young Francis Eg White | 5                                                   | Come Away with Me Norah Jones                       |                                                     |          |
| All the Things She Said t.A.T.u. Sergey Galoyan, Ivan Nikolaevich Shapovalov, Trevor Charles Horn, Martin Kierszenbaum, Elena Vladimirovna Kiper, Valerij Valentinovich Polienko | 6                                                   | Permission to Land The Darkness                     |                                                     |          |
| Changes Ozzy & Kelly Osbourne Terrence Butler, Anthony Iommi, John Michael Osbourne, William Thomas Ward | 7                                                   | A Rush of Blood to the Head Coldplay                |                                                     |          |
| Breathe Blu Cantrell feat. Sean Paul Andrea Monica Martin, Charles Aznavour, Ivan Matias, Melvin Charles Bradford, Alvin Joiner, Marshall B. Mathers, Stephon Harris Cunningham, Richard W. Bembery, Sean Henriques, Richard S. Vick III | 8                                                   | Number Ones Michael Jackson                         |                                                     |          |
| Make Luv Room 5 feat. Oliver Cheatham Oliver Cheatham, Kevin Duane McCord | 9                                                   | Busted                                              |                                                     |          |
| Christmas Time (Don’t Let the Bells End) The Darkness Justin David Hawkins, Daniel Hawkins, Francis Gilles Poullain Patterson, Edwin James Graham | 10                                                  | In Time – The Best of R.E.M. – 1988-2003 R.E.M.     |                                                     |          |